# 二重交換相互作用
二重交換相互作用（英: Double-exchange interaction）は交換相互作用の一種で酸化数の異なるイオン間で働く相互作用である。クラレンス・ツェナーによって提唱されたこの理論では、電子が2つの化学種の間で交換されやすく、強磁性、反強磁性あるいはスパイラル磁性をもつ物質において重要な意味をもつことを示している。例えば、結合角が180度であるMn-O-Mn結合では、Mnの"eg"軌道が直接Oの"2p"軌道と相互作用し、Mnイオンのうち一つは他方より多くの電子を持っている。基底状態ではMnイオン上のそれぞれの電子がフント則にしたがって軌道に入っている。:

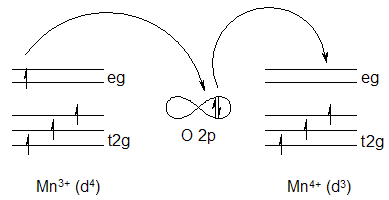
における二重交換の例。この交換にはそれぞれの最外殻電子であるMn^{3+}の3d^{4}電子とMn^{4+}の3d^{3}電子、 O^{2-}の2p^{6}電子が関わっている。ここでは結晶場理論におけるd軌道の八面体型分裂を表記するためe_{g}軌道とt_{2g}軌道という表記を使っている。

酸素がMn4+に上向きスピンの電子を渡した場合、その空軌道にはMn3+からの電子が入る。最後に、電子がスピンを保持したまま近くの金属イオンに動いて終わりとなる。二重交換理論は、電子がスピンを変える必要がない場合、電子受容体上でフントの規則を満たすように1つの化学種から他の化学種への電子の移動が促進されるということを予想している。電子の非局在化により運動エネルギーが減少し、近くのイオンが強磁性をもち、全体のエネルギーが少なくなる。
このモデルは超交換相互作用に似ている。しかし超交換相互作用は強磁性や反強磁性をもつ電子配列が2つの原子価が等しい原子間で起こるが、二重交換相互作用では一方の原子が他方に比べて多くの電子を持っている場合におこる。